# Jörg Kinzig
Jörg Kinzig (* 20. Dezember 1962 in Mannheim) ist ein deutscher Kriminologe und Strafrechtswissenschaftler. Er ist seit 2011 Direktor des Instituts für Kriminologie der Eberhard-Karls-Universität Tübingen.

## Leben
Kinzig studierte von 1983 bis 1989 Rechtswissenschaften an den Universitäten Heidelberg, Lausanne und Freiburg im Breisgau. Nach dem Ersten Juristischen Staatsexamen 1989, dem Referendariat und dem Zweiten Juristischen Staatsexamen 1992 war Kinzig zunächst mehrere Jahre in verschiedenen Funktionen am Max-Planck-Institut für ausländisches und internationales Strafrecht (Forschungsgruppe Kriminologie) in Freiburg im Breisgau tätig. 1996 wurde er an der Albert-Ludwigs-Universität Freiburg mit einer Arbeit zur Sicherungsverwahrung zum Dr. iur. promoviert. 2003 habilitierte er sich ebenda mit einer rechtsdogmatisch und rechtstatsächlichen Untersuchung über die rechtliche Bewältigung von Erscheinungsformen organisierter Kriminalität. Ihm wurde die venia legendi für die Fächer Strafrecht, Strafprozessrecht, Kriminologie, Jugendstrafrecht und Strafvollzug zuerkannt.
In der Folge nahm Jörg Kinzig neben seiner Tätigkeit am Max-Planck-Institut zunächst verschiedene Lehraufträge an der Albert-Ludwigs-Universität Freiburg wahr. Zum 1. April 2006 berief ihn die Eberhard-Karls-Universität Tübingen auf eine W3-Professur für Strafrecht und Strafprozessrecht. Nach der Ablehnung eines Rufs auf eine W3-Professur für Kriminologie an der Universität Gießen (Nachfolge Arthur Kreuzer) und eines Rufs auf eine W3-Professur für Strafrecht mit Nebengebieten an der Universität Konstanz (Nachfolge Wolfgang Heinz) trat Jörg Kinzig am 1. Oktober 2011 die Nachfolge von Hans-Jürgen Kerner als Direktor des Instituts für Kriminologie der Eberhard-Karls-Universität Tübingen an. Zwischen 2012 und 2014 war er zudem Dekan der Juristischen Fakultät der Eberhard-Karls-Universität Tübingen. Von 2012 bis 2019 war er gewählter Vertreter im Fachkollegium 113 Rechtswissenschaften der Deutschen Forschungsgemeinschaft. Von 2020 bis 2022 war Kinzig zunächst Vizepräsident, in den Jahren 2023 und 2024 dann Präsident der Kriminologischen Gesellschaft, der größten wissenschaftlichen Vereinigung deutschsprachiger Kriminologinnen und Kriminologen. In dieser Eigenschaft veranstaltete er vom 26. bis 28. September 2024 in Tübingen die 18. Wissenschaftliche Fachtagung der KrimG, an der rund 300 Personen teilnahmen und bei der 100 Vorträge besucht werden konnten. Seit 2025 ist er Vorstandsmitglied der Gesellschaft.
Kinzig ist verheiratet und lebt mit seiner Frau und seinen drei Kindern in Tübingen. Sein älterer Bruder ist der Bonner Kirchenhistoriker Wolfram Kinzig.

## Forschungsschwerpunkte
Kinzigs Forschungsschwerpunkte liegen derzeit im Sanktionenrecht (insbesondere im Bereich der Maßregeln der Besserung und Sicherung), in der Kriminologie, im Jugendstrafrecht und Strafvollzug.

## Auszeichnungen
Kinzig wurde u. a. mit folgenden Auszeichnungen bedacht:
- 1996: Carl-von-Rotteck-Preis der Rechtswissenschaftlichen Fakultät der Albert-Ludwigs-Universität Freiburg für die Dissertation Die Sicherungsverwahrung auf dem Prüfstand
- 2003: Erster Preis der Polizei-Führungsakademie Münster-Hiltrup für die Habilitationsschrift Die rechtliche Bewältigung von Erscheinungsformen organisierter Kriminalität

## Ausgewählte Veröffentlichungen
- Die Sicherungsverwahrung auf dem Prüfstand. Ergebnisse einer theoretischen und empirischen Bestandsaufnahme des Zustandes einer Maßregel. Ed. iuscrim, Freiburg im Breisgau 1996, ISBN 978-3-861130-18-5.
- mit Monika Becker (Hrsg.): Rechtsmittel im Strafrecht. Eine international vergleichende Untersuchung zur Rechtswirklichkeit und Effizienz von Rechtsmitteln. 2 Bände. Freiburg im Breisgau 2000, ISBN 978-3-861131-20-5.
- Die rechtliche Bewältigung von Erscheinungsformen organisierter Kriminalität. Duncker & Humblot, Berlin 2004, ISBN 978-3-428114-88-7 (Habilitationsschrift).
- Die Legalbewährung gefährlicher Rückfalltäter. Zugleich ein Beitrag zur Entwicklung des Rechts der Sicherungsverwahrung. Berlin 2008; 2. Auflage 2010, ISBN 978-3-428134-89-2.
- mit Thomas Stöckle (Hrsg.): 60 Jahre Tübinger Grafeneck-Prozess. Betrachtungen aus historischer, juristischer, medizinethischer und publizistischer Perspektive. Zwiefalten 2011, ISBN 978-3-931200-17-6.
- (Hrsg.) 50 Jahre Institut für Kriminologie. Aussensicht – Innensicht – Aussicht. Tübinger Schriften und Materialien zur Kriminologie TÜKRIM. Tübingen 2014, ISBN 978-3-937368-58-0.
- Kommentierung des gesamten Sanktionenrechts (Vorbem. §§ 38–51 sowie §§ 56–72). In: Adolf Schönke, Horst Schröder: Strafgesetzbuch. 30. Auflage. München 2019, ISBN 978-3-406-70383-6.
- Noch im Namen des Volkes? Über Verbrechen und Strafe. Zürich 2020, ISBN 978-3-280-05698-1.[3]